# Antoine Pescatore (1787-1858)
Pour les articles homonymes, voir Antoine Pescatore.
Antoine Pescatore, né le 16 décembre 1787 à Luxembourg (Duché de Luxembourg) et mort le 31 octobre 1858 à Scheid, est un homme politique luxembourgeois membre de la Famille Pescatore (lb).

## Biographie

### Débuts
Fils de Dominique Pescatore (lb) et de Marie Madeleine Geschwind, Antoine Pescatore nait le 16 décembre 1787 à Luxembourg dans ce qui est alors le Duché de Luxembourg au sein des Pays-Bas autrichiens. Ayant passé son enfance pendant les années de troubles de la Révolution française et de l'annexion à la Première République, Antoine Pescatore ne reçut pas d'instruction structurée. Il sut compenser cette lacune par sa passion pour la lecture, et réussit à s'acqérir des connaissances aussi vastes que variées.
Déjà nommé à 20 ans sous-chef de bureau aux droits réunis du Département des Forêts, il fit un court séjour au bureau départemental de la Corrèze et rentra à Luxembourg en 1813, où il épousa, le 12 juillet 1813, Marie-Anne Beving, fille du tanneur et juge de paix Pierre Beving-Mathieu de Grevenmacher. Il demeura un an dans cette localité mosellane et s’y signala par son dévouement et les soins qu’il donna aux malheureux soldats de la Grande Armée après la retraite de Russie.
En 1814, il vint se fixer à Luxembourg et s’y associa avec son frère Jean-Pierre, rentré de la campagne d’Espagne (et qui épousera la sœur de sa femme née Beving). Ils reprirent ensemble le commerce de denrées coloniales et la manufacture de tabacs créée par leur grand-père Jules-Joseph-Antoine Pescatore, à laquelle ils donnèrent beaucoup d’extension et s’occupèrent en même temps activement de questions bancaires.

### Carrière politique
C’est à ce moment que commence la carrière politique d'Antoine Pescatore : il fut tout d'abord nommé membre de la régence de la ville de Luxembourg en 1814, après le retrait des troupes françaises, puis la création du Grand-duché de Luxembourg en 1815. Le Grand-duché étant, depuis lors, une possession personnelle du roi des Pays-Bas, Guillaume Ier, Antoine Pescatore fut appelé à La Haye en 1816 comme membre de l’Assemblée des Notables, il devint bourgmestre de Luxembourg de 1817 à 1820. 
Il siégea de 1825 à 1826 aux États provinciaux, où il représenta le canton de Virton (ordre des campagnes), puis, de 1827 à 1828, l’ordre des villes, puis, en juillet 1828, il entra à la Seconde Chambre des États Généraux à La Haye, où il joua un rôle prépondérant. Aussi, comme orangiste important, fut-il une personnalité tout indiquée pour servir d’otage au parti belge, lors de la Révolution belge de 1830, en représailles de l’arrestation par les orangistes du gouverneur de la province de Luxembourg, Jean-Baptiste Thorn, nommé par la Belgique. Le 19 octobre 1832, rentrant de Grevenmacher, il fut arrêté à Senningen et transféré à Namur, où il subit une incarcération de six semaines, au bout desquelles l’échange avec le gouverneur Thorn fut consenti, le 23 novembre. Jusqu'en 1842, Antoine Pescatore fit partie des diverses commissions de gouvernement désignées, pour arriver à un modus vivendi tolérable entre les deux partis qui se disputaient le pouvoir.
Orangiste de la première heure, il avait la confiance et l’estime du « roi grand-duc », qui le nomma Chevalier du Lion néerlandais et l’invita personnellement à son inauguration. De 1842 à 1848, il représenta aux États provinciaux le canton de Grevenmacher et le représenta à nouveau, en 1854, en qualité de député après le changement de constitution. Pendant la session de 1855, il fut nommé vice-président des Etats, mais, étant malade, il se retira de la vie politique le 27 novembre 1856. En 1848, il avait été désigné comme député suppléant au Parlement de Francfort de la confédération germanique.
Il prit sa retraite dans sa propriété du Scheid, qu’il avait acquise en 1823 (ainsi qu’une partie du Grünewald), et à l’aménagement de laquelle il consacra les dernières années de son existence. Vers la fin de sa vie, il reprit à son frère Ferdinand le château de Steinsel, qui servit ensuite de demeure à différents membres de la Famille Pescatore (lb).

## Descendance
De son mariage avec Marie-Anne Beving (née à Grevenmacher le 24 mai 1790, décédée à Luxembourg le 7 février 1866) il eut quatre enfants: Pierre-Antoine Pescatore (1814-1844), Elisabeth Pescatore (1816-1907), Marie Pescatore (1819-1894) et Guillaume Bonaventure Pescatore (1823-1905).